# هامر ان در اوکر
هامر ان در اوکر (به آلمانی: Hammer a. d. Uecker) یک شهر در آلمان است که در فرپومرن-گرایفسوالد واقع شده‌است. هامر ان در اوکر ۴۷۸ نفر جمعیت دارد.